# Agona
Pour l’article homonyme, voir Agona (chef iroquoien).
Le district d’Agona est l’un des 13 districts de la Région du Centre (Ghana).